# Lycosa rostrata
Lycosa rostrata är en spindelart som beskrevs av Pelegrín Franganillo Balboa 1930. 
Lycosa rostrata ingår i släktet Lycosa och familjen vargspindlar. Artens utbredningsområde är Kuba. Inga underarter finns listade i Catalogue of Life.